# Trill O.G
Albums de Bun B
II Trill
(2008) Trill O.G: The Epilogue
(2013)
Singles
1. Countin' Money
Sortie : 6 juillet 2010
2. Trillionaire
Sortie : 3 septembre 2010
3. Just Like That
Sortie : 17 octobre 2010
4. Put It Down
Sortie : Décembre 2010

Trill O.G est le troisième album studio de Bun B, sorti le 3 août 2010.
L'album s'est classé 2e au Top R&B/Hip-Hop Albums, au Top Independent Albums et au Top Rap Albums, 4e au Billboard 200 et 5e au Top Digital Albums.

## Liste des titres
| No  | Titre                                                                                         | Contient un (des) sample(s) de                                        | Durée |
| --- | --------------------------------------------------------------------------------------------- | --------------------------------------------------------------------- | ----- |
| 1.  | Chuuch!!! (featuring J. Prince – Produit par Steve Below)                                     | Stop-N-Go de UGK featuring Jazze Pha                                  | 4:46  |
| 2.  | Trillionaire (featuring T-Pain – Produit par J.U.S.T.I.C.E. League)                           |                                                                       | 4:07  |
| 3.  | Just Like That (featuring Young Jeezy – Produit par Drumma Boy)                               |                                                                       | 4:16  |
| 4.  | Put It Down (featuring Drake – Produit par Boi-1da)                                           |                                                                       | 4:32  |
| 5.  | Right Now (featuring 2Pac, Pimp C et Trey Songz – Produit par Steve Below)                    | International de 2Pac featuring Nipsey Hussle et Young Dre the Truth  | 3:33  |
| 6.  | That's a Song (skit) (featuring Bluesman Ceddy St. Louis – Produit par Steve Below)           |                                                                       | 0:24  |
| 7.  | Countin' Money (featuring Yo Gotti et Gucci Mane – Produit par DJ B-Do)                       | Grind Hard de UGK                                                     | 3:34  |
| 8.  | Speak Easy (featuring Twista et Bluesman Ceddy St. Louis – Produit par Big E)                 |                                                                       | 4:04  |
| 9.  | Lights, Camera, Action (Produit par Steve Below)                                              |                                                                       | 3:34  |
| 10. | I Git Down 4 Mine (Produit par Steve Below)                                                   |                                                                       | 4:07  |
| 11. | Snow Money (Produit par Drumma Boy)                                                           |                                                                       | 4:34  |
| 12. | Ridin' Slow (featuring Slim Thug et Play-N-Skillz – Produit par Play-N-Skillz)                | They Like It Slow de H-Town Soul Lang Syne des Cool Notes             | 5:09  |
| 13. | Let 'Em Know (Produit par DJ Premier)                                                         | Flamboyant de Big L Misery Needs Company de Fat Joe featuring Noreaga | 4:11  |
| 14. | Listen (skit) (featuring Bluesman Ceddy St. Louis – Produit par Steve Below)                  |                                                                       | 0:24  |
| 15. | All a Dream (featuring LeToya Luckett – Produit par J.U.S.T.I.C.E. League)                    | Juicy de The Notorious B.I.G.                                         | 3:23  |
| 16. | It's Been a Pleasure (featuring Drake – Produit par Boi-1da, Jordan Evans et Matthew Burnett) |                                                                       | 5:46  |

| 17. | Gladiator (featuring Truck Buck – Produit par Steve Below)                                            | No Quarter de Led Zeppelin | 4:45 |
| 18. | Sext Me (featuring Just Brittany, Candi Redd, Surreal, Troublesum et RawLT – Produit par Steve Below) |                            | 5:12 |
| 19. | Real Live (featuring Gator Mane et GLC – Produit par Sound M.O.B.)                                    |                            | 4:45 |
| 20. | Git In (featuring Big Capp & Young Money Moe – Produit par Steve Below)                               |                            | 4:25 |

| 17. | The Best Is Back (Produit par Steve Below)        | 3:34 |
| 18. | Untitled Flow (58 Bars) (Produit par Steve Below) | 2:54 |